# Fabio Balaso
Fabio Balaso (Camposampiero, 20 ottobre 1995) è un pallavolista italiano, libero della Lube.

## Carriera

### Club
La carriera di Fabio Balaso inizia nel 2010 nelle giovanili del Silvolley: nella stagione 2011-12 viene promosso in prima squadra disputando il campionato di Serie B1. Nella stagione 2012-13 viene ingaggiato dalla Padova, in Serie A2, ottenendo nella stagione seguente sia la vittoria della Coppa Italia di categoria, sia la promozione in Superlega, categoria dove milita a partire dall'annata 2014-15 con lo stesso club.
Nel campionato 2018-19 viene ingaggiato dalla Lube, sempre in Superlega, con cui vince tre scudetti, la Champions League 2018-19, il campionato mondiale per club 2019 e tre Coppe Italia, premiato come MVP nell'edizione 2024-25.

### Nazionale
Fa parte della nazionale under 23, aggiudicandosi la medaglia di bronzo al campionato mondiale 2015. 
Nel 2015 ottiene le prime convocazioni nella nazionale maggiore con cui si aggiudica la medaglia d'argento alla Grand Champions Cup 2017 e quella d'oro ai XVIII Giochi del Mediterraneo. In seguito conquista la medaglia d'oro al campionato europeo 2021, eletto come miglior libero del torneo, seguita da un altro oro al campionato mondiale 2022, dove viene insignito nuovamente del premio come miglior libero. Nel 2023 mette al collo la medaglia d'argento al campionato europeo e nel 2025 l'argento alla Volleyball Nations League.

## Palmarès

### Club
- Campionato italiano: 3

2018-19, 2020-21, 2021-22
- Coppa Italia: 3

2019-20, 2020-21, 2024-25
- Coppa Italia di Serie A2: 1

2013-14
- Campionato mondiale per club: 1

2019
- CEV Champions League: 1

2018-19

### Nazionale (competizioni minori)
- Campionato mondiale Under-23 2015
- Giochi del Mediterraneo 2018
- Memorial Hubert Wagner 2023

### Premi individuali
- 2019 - Campionato mondiale per club: Miglior libero
- 2021 - Campionato europeo: Miglior libero
- 2021 - Campionato mondiale per club: Miglior libero
- 2022 - Campionato mondiale: Miglior libero
- 2025 - Coppa Italia: MVP